# Tęczanka trójbarwna
Tęczanka trójbarwna tęczanka trójpręga  (Melanotaenia trifasciata) – gatunek ryby z rodziny tęczankowatych (Melanotaniidae).

## Występowanie
Północno-wschodnia Australia w rzekach i ich słonawych ujściach.

## Charakterystyka
Na wysokości linii bocznej od końca głowy do nasady ogona biegnie ciemny pas. Nieparzyste płetwy z reguły są koloru żółtego lub czerwonego. Samiec jest większy od samicy i bardziej wybarwiony. Najczęściej występującą barwą ciała jest niebieskozielona, choć zależy to od ich naturalnego siedliska, w którym żyją. Wszystkożerna, dorasta do ok. 11 cm długości.